# Astrud Gilberto
Astrud Evangelina Weinert, mais conhecida como Astrud Gilberto (Salvador, 29 de março de 1940 – Filadélfia, 5 de junho de 2023), foi uma cantora brasileira de bossa nova e jazz de fama internacional. Foi a primeira mulher a ganhar o Grammy de Música do Ano.
Casada com João Gilberto, entre 1959 e 1964, foi o seu grande incentivador a vencer seu medo de palco e em 1963, mesmo ainda sendo uma cantora amadora na época, e pelo seu inglês excelente (seu pai era professor de línguas), foi a primeira que gravou a versão em inglês de Garota de Ipanema, a segunda música mais gravada de todos os tempos.
Com sua carreira construída quase completamente no exterior, é amplamente mais conhecida fora do país, fato sobre o qual chegou a desabafar.

## Biografia

Em 1970.

Nascida em Salvador, Bahia, filha de mãe brasileira e pai alemão, mudou-se para o Rio de Janeiro com sua família, em 1947, para morar na Avenida Atlântica, em Copacabana. Seu pai era professor de idiomas e de literatura. Sua mãe tinha grande paixão pela música, cantava e tocava bandolim. Caçula de três irmãs, era extremamente tímida e passou anos a reprimir seu interesse pelo canto. Na adolescência, sua melhor amiga Nara Leão, então aspirante a cantora, foi incentivando a amiga a soltar a voz. Foi também Nara quem apresentou Astrud e João Gilberto, que passou a ser o grande incentivador da namorada. João e Astrud se casaram em 1959. Em menos de um ano, ela esperava o primogênito, Marcelo.
Em maio de 1960, Astrud subiu ao palco pela primeira vez, no histórico show Noite do Amor, do Sorriso e da Flor, no anfiteatro da Faculdade de Arquitetura da UFRJ, organizado para comemorar o lançamento do segundo LP de João Gilberto, O Amor, o Sorriso, a Flor (Odeon, 1960), e do qual participaram também Nara Leão, Dori Caymmi, Chico Feitosa, Johnny Alf, o Trio Irakitan, Elza Soares, Sérgio Ricardo, Sylvia Telles, Pedrinho Mattar, Norma Bengell, Nana Caymmi, o grupo vocal Os Cariocas, Hélcio Milito,  Bebeto Castilho, Roberto Menescal e outros. O espetáculo foi produzido e apresentado por Ronaldo Bôscoli.
Em 1963, Astrud e João se transferiram para os Estados Unidos. No mesmo ano, ela participou do álbum Getz/Gilberto juntamente com seu marido e o saxofonista Stan Getz, com arranjos de Tom Jobim. Astrud, que nunca havia cantado profissionalmente, participou das gravações, mas, durante as apresentações subsequentes, descobriu que sofria de medo de palco.
Em 1964, meses após as gravações de Getz/Gilberto, João se separou de Astrud. Em 1965, ela lançou o seu primeiro álbum solo. Seguiram-se muitos outros. De 1965 a 2002, cantando bossa-nova, MPB, standards do jazz e canções americanas e europeias, em inglês, espanhol, francês, italiano e alemão, gravou dezoito álbuns solo. O sucesso do trabalho de Astrud Gilberto na canção "Garota de Ipanema" tornou-a um nome proeminente na música do jazz, e ela começou a fazer gravações solo.
Embora Astrud tenha começado como intérprete de bossa nova brasileira e jazz americano, passou também a gravar composições próprias na década de 1970. A canção "Astrud", interpretada pela cantora polaca Basia é um tributo a ela.

## Prêmios recebidos e participações
Astrud Gilberto ganhou o Grammy de Música do Ano, em 1965 se tornando "A primeira mulher a ganhar o prêmio", por "Garota de Ipanema" (com Stan Getz). 
A cantora baiana também recebeu o prêmio Latin Jazz USA pelo conjunto de sua obra em 1992 e foi incluída no International Latin Music Hall of Fame em 2002. Em 1996, ela contribuiu para o álbum beneficente AIDS Red Hot + Rio produzido pela Red Hot Organization, interpretando a música "Desafinado" junto com George Michael no seu convite. Embora ela não tenha se aposentado oficialmente, Gilberto anunciou em 2002 que ela estava tirando "uma folga por tempo indeterminado" das apresentações públicas.
Sua gravação original de "Fly Me to the Moon" foi editada como um dueto usando uma gravação da mesma música de Frank Sinatra para a trilha sonora de Down with Love (2003). Sua gravação "Who Can I Turn To?" foi utilizada pelo The Black Eyed Peas na música "Like That" do álbum de 2005 Monkey Business. Seus vocais em "Berimbau" foram sampleados por Cut Chemist em sua música "The Garden". Sua gravação de "Once I Loved" foi apresentada no filme de 2007 Juno. A faixa "Astrud" do álbum de Basia Trzetrzelewska de 1987, Time and Tide, é uma homenagem a Gilberto.

## Vida pessoal

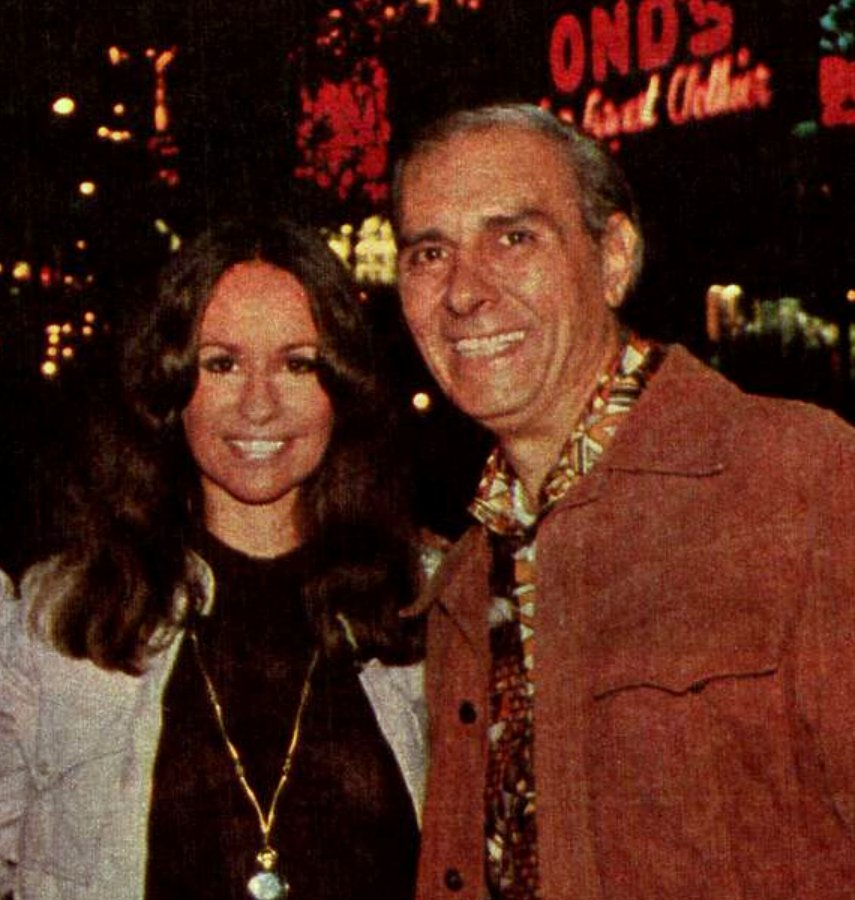
Astrud Gilberto e Nick Lasorsa (1974)

Ela continuou a viver nos Estados Unidos, na Filadélfia, na companhia dos filhos, o baixista Marcelo Gilberto (nascido em 1960, de seu casamento com João Gilberto) e Greg Lasorsa, de seu segundo casamento,  até o seu falecimento.
A cantora também tornou-se conhecida pelo seu trabalho como artista plástica, assim como por seu ativismo em favor dos direitos dos animais.

### Morte
Morreu na cidade de Filadélfia, em 5 de junho de 2023, conforme anunciado por sua neta, Sofia Gilberto, em seu perfil pessoal na rede social Instagram. Mais tarde, o perfil da própria cantora confirmou sua morte.

## Discografia
Álbuns
- Stan Getz e Astrud Gilberto - Getz Au-Go-Go (Verve, 1964)
- The Astrud Gilberto Album (Verve, 1965)
- The Shadow Of Your Smile (Verve, 1965)
- Look To The Rainbow (Verve, 1965)
- Beach Samba (Verve, 1966)
- A Certain Smile, A Certain Sadness com Walter Wanderley (Verve, 1967)
- Windy (Verve, 1968)
- September 17, 1969 (Verve, 1969)
- Gilberto Golden Japanese Album (Verve, 1969)
- I Haven't Got Anything Better To Do (Verve, 1970)
- Gilberto with Turrentine (CTI, 1971)
- Astrud Gilberto Now (Perception, 1972)
- That Girl From Ipanema (Audio Fidelity, 1977)
- Astrud Gilberto Plus James Last Orchestra (Polygram, 1987)
- Live In New York (Pony Canyon, 1996)
- Temperance (Pony Canyon, 1997)
- Jungle (Magya, 2002)
- The Diva Series (Verve, 2003)

Trilhas sonoras
- The Deadly Affair (Verve, 1965)

Outros álbuns com participação de Astrud Gilberto
- Stan Getz e João Gilberto – Getz/Gilberto (Verve, 1963)
- Shigeharu Mukai e Astrud Gilberto – So & So - Mukai Meets Gilberto (Denon, 1982)
- Michael Franks – Passionfruit (Warner Bros., 1983)
- Etienne Daho – Eden (Virgin, 1996)
- George Michael – Ladies And Gentleman - Best of George Michael (Sony, 1998)